# Tiếng Gond
Tiếng Gond (Gōndi) là một ngôn ngữ thuộc ngữ hệ Dravida, được nói bởi khoảng hai triệu người Gōnd, chủ yếu ở các bang Madhya Pradesh, Gujarat, Telangana, Maharashtra, Chhattisgarh, Andhra Pradesh và các khu vực lân cận. Mặc dù nó là ngôn ngữ của người Gond, nhưng chỉ 1/5 người Gond có thể nói ngôn ngữ này, khiến nó dễ bị đe doạ. Tiếng Gond có một nền văn học dân gian phong phú, chẳng hạn như những bài dân ca và chuyện kể về cưới xin.

## Đặc trưng
Tiếng Gond có một hệ thống hai giống, phân biệt giữa giống đực và "phi đực". Một nét khác biệt giữa tiếng Gond với ngôn ngữ Dravida nguyên thủy là việc nó đã phát triển khởi âm tắc hữu thanh (g, j ,ḍ, d, b) và các âm tắc bật hơi (gh, jh, h, dh, bh).

## Phương ngữ
Hầu hết các phương ngữ Gond vẫn còn đang khảo sát và mô tả không đầy đủ. Các phương ngữ quan trọng là Dorla, Koya, Madiya, Muria và Raj Gond. Một số đặc điểm âm vị học khác biệt giữa các phương ngữ Tây Bắc và các phương ngữ Đông Nam. Một là đối với các khởi âm s, còn được giữ lại ở các phương ngữ Gond Bắc và Tây, trong khi các phương ngữ phía Nam và phía Đông, nó đã được đổi thành h; trong một số phương ngữ khác, nó 'câm' hoàn toàn. Một số biến đổi khác trong tiếng Gond là sự thay đổi của khởi âm r và khởi âm l và sự thay đổi âm e và o thành âm a.

## Chữ viết
Chữ viết Gond có thể được chia thành hai loại: chữ phi bản địa và chữ bản địa.
Tiếng Gond từng được viết bằng chữ Devanagari và chữ Telugu, bao gồm các chữ viết phi bản địa.
Đã có những nỗ lực để tạo ra một chữ viết bản địa cho tiếng Gond. Năm 1928, Munshi Mangal Singh Masaram đã thiết kế một chữ viết dựa trên các ký tự Brahmi và có cùng định dạng của bảng chữ cái Ấn Độ. Tuy nhiên, chữ viết này không được sử dụng rộng rãi và hầu hết người Gond vẫn không biết chữ.
Theo Trung tâm nghiên cứu và Thư viện bản thảo phương Đông Maharashtra của Ấn Độ, hàng chục thủ bản đã được tìm thấy trong chữ viết này. Các chương trình tạo ra nhận thức và quảng bá về chữ viết này trong cộng đồng người Gond đang trong giai đoạn phát triển.